# Legnickie Przedsiębiorstwo Wodociągów i Kanalizacji
Legnickie Przedsiębiorstwo Wodociągów i Kanalizacji SA – przedsiębiorstwo stanowiące spółkę akcyjną Gminy Legnica, świadczącą usługi z zakresu produkcji i sprzedaży wody dla miasta Legnicy i ościennych gmin, usuwania i oczyszczania ścieków komunalnych, eksploatacji sieci wodociągowej, urządzeń poboru, uzdatniania i rozprowadzania wody oraz sieci kanalizacyjnej, oraz inne w zakresie prowadzonej działalności (tj. technologii wody i ścieków, instalacji wodno-kanalizacyjnych, analiz wody i ścieków, projektowania urządzeń i instalacji wodociągowych i kanalizacyjnych).
Powstałe na mocy aktu notarialnego z 1 lipca 1992 r. o przekształceniu przedsiębiorstwa państwowego Przedsiębiorstwo Wodociągów i Kanalizacji w Legnicy.
Przedsiębiorstwo używa powszechnie skrótu LPWiK.

## Poprzednie nazwy
- Miejskie Zakłady Wodociągowo-Kanalizacyjne – w latach 1947–1950
- Miejskie Zakłady Wodociągowo-Kanalizacyjne i Gazownia – w latach 1950–1952
- Przedsiębiorstwo Gospodarki Komunalnej nr 1 – w l. 1952–1956
- Miejskie Przedsiębiorstwo Wodociągów i Kanalizacji – w latach 1957–1973
- Legnickie Przedsiębiorstwo Wodociągów i Kanalizacji – w latach 1974–1980
- Przedsiębiorstwo Wodociągów i Kanalizacji – w latach 1980–1992

## Historia wodociągów i kanalizacji w Legnicy

### Do 1945 r.
Pierwsze wzmianki o zorganizowanej dostawie wody pitnej dla Legnicy pochodzą z roku 1368. Opisują system wodociągowy oparty na dostarczaniu wody z Młynówki do centrum miasta drewnianym rurociągiem o przekroju 12 cm, od którego odchodziły ceramiczne rury do poszczególnych zbiorników i studni ogólnodostępnych. Obok niego, istniał odrębny system zasilający fontanny w Rynku, pełniące wówczas rolę zbiorników przeciwpożarowych.
W praktycznie niezmienionym kształcie rozwiązanie takie przetrwało do połowy XIX wieku. Wówczas, 21 grudnia 1857 samorząd miejski podjął uchwałę o zmianie systemu zaopatrzenia miasta w wodę. Na tej samej sesji zdecydowano o uporządkowaniu gospodarki ściekowej miasta, dotychczas bowiem ścieki wylewano bezpośrednio na ulice, skąd rynsztokami spływały one do Kaczawy i Czarnej Wody.
Na konkretne efekty podjętych decyzji trzeba było poczekać ponad 20 lat. Pierwszy zakład produkcji wody uruchomiono na ul. Stromej w 1878 r., początkowo zaopatrując z niego wyłącznie lewobrzeżną, a od 1881 r. także prawobrzeżną część miasta (Kartuzy). Również w 1878 r. przystąpiono do budowy sieci kanalizacji ogólnospławnej, z której ścieki poprzez pompownię przy ul. Masarskiej odprowadzano na pola irygacyjne w podlegnickim Dobrzejowie.
Ujęcie wody zmieniono w 1894 r., po epidemii tyfusu. Nowy zakład produkcji wody, uruchomiony 26 marca 1897 r. ulokowano przy dzisiejszej ul. Filtrowej, nieopodal ówczesnej wsi Przybków, pomiędzy rzekami Kaczawą, a Młynówką. Wodę czerpano z dwudziestu, a następnie dwudziestu siedmiu studni głębinowych rurowych, połączonych ze sobą lewarami, z których trafiała ona kolejno do studni zbiorczej, stacji pomp, a następnie rurociągiem o długości ok. 4 km do zbiornika przy ul.Stromej. W 1911 r., celem zaspokojenia rosnącego zapotrzebowania na wodę, dobudowano cztery studnie artezyjskie.
W latach 1925–1926 dokonano modernizacji zakładu. Dotychczasowe studnie rurowe zastąpiono szybowymi o głębokości 10 m, zaś za stacją pomp dobudowano napowietrzacz, filtry pospieszne otwarte i zbiornik wody czystej. Po uzdatnieniu z pompowni na ul. Stromej woda trafiała do nowego zbiornika podziemnego o pojemności 10 000 m sześciennych w Lasku Złotoryjskim, skąd rurociągiem grawitacyjnym (różnica wysokości ok. 60 m pomiędzy laskiem a centrum miasta) spływała do sieci miejskiej.
Przed wojną nie istniała w mieście jedna spółka zajmująca się kompleksowo zaopatrzeniem w wodę i odbiorem ścieków – zaopatrzenie w wodę podlegało pod spółkę wodociągową (z siedzibą przy ul. Ścinawskiej 1), natomiast zarząd nad siecią kanalizacyjną sprawował miejski Urząd Kanalizacyjny.

### Lata 1945–1992
Po zajęciu miasta przez żołnierzy Armii Czerwonej 9 lutego 1945 r. wodociągi i kanalizacja, podobnie jak cała infrastruktura komunalna trafiły pod zarząd radzieckiej komendantury wojskowej. Przekazanie zdekapitalizowanej sieci wodociągowej władzom polskim nastąpiło 1 kwietnia 1947 r. Wówczas powołano Miejskie Zakłady Wodociągowo-Kanalizacyjne, z których wywodzi się współczesne LPWiK. Pola irygacyjne w Dobrzejowie przeszły pod zarząd MZWK dopiero w 1950 r., wcześniej od 1947 r. stanowiąc część Miejskich Majątków Ziemskich.
Należy podkreślić, że przez cały okres II wojny światowej wodociągi i kanalizacja funkcjonowały nieprzerwanie, o czym świadczy fakt, że Legnica tuż po zajęciu przez sowietów stała się olbrzymim skupiskiem szpitali wojennych.
W 1949 r. nasiliły się problemy z brakiem wody w sieci, związane z wyczerpywaniem się złóż wodonośnych, a także złym stanem technicznym urządzeń i dużymi stratami wody z nieszczelnych wodociągów. Wprowadzono ograniczenia w dostawie wody, obniżając ciśnienie w określonych godzinach. Zła sytuacja finansowa spowodowała połączenie w 1950 r. w jeden zakład najpierw wodociągów i gazowni, a następnie dołączenie do niego miejskich tramwajów, łaźni, hoteli miejskich i Zakładu Oczyszczania Miasta. W 1951 r. z powodu wyczerpania studni w Przybkowie zmieniono system zasilania wodociągów na wodę z Kaczawy, poprzez budowę kanału prowadzącego wodę z rzeki do stawów infiltracyjnych, a następnie studni. Poszukiwano możliwości rozwiązania problemu poprzez analizę koncepcji spiętrzenia wody w Kaczawie lub wykorzystania jako źródła wody dla miasta Jeziora Kunickiego. Ścieki, z powodu przeciążenia pól irygacyjnych, a niejednokrotnie na skutek przerw w zasilaniu przepompowni zrzucano do Czarnej Wody. 1 stycznia 1957 r. wodociągi i kanalizacja zostały wyodrębnione z komunalnego kombinatu. W latach 1958–1961 dokonano rozbudowy zakładu produkcji wody, po której rok 1962 po raz pierwszy od zakończenia wojny zamknięto sześcioprocentową nadwyżką produkcyjną. Na przełomie lat 60. i 70. XX wieku nabrała tempa wymiana zużytych odcinków sieci wodociągowej i kanalizacyjnej.
6 lutego 1970 r. we Wrocławiu przedstawiciele ministerstwa gospodarki komunalnej i mieszkaniowej poinformowali o decyzji administracji państwowej decydującej o budowie systemu wodociągowego „Wielka Woda”, zasilanego wodami górskimi. W jego skład, poza znacznie rozbudowanym zakładem w Przybkowie (nowe: pompownia, stawy, zakład uzdatniania i jaz rzeczny) miały wejść zbiorniki wodne: „Słup” na Nysie Szalonej i „Rzymówka” na Kaczawie. O skali inwestycji, której zakończenie planowano wstępnie na 1975 r. świadczy fakt, iż miała ona służyć zaopatrzeniu w wodę całego Legnicko-Głogowskiego Okręgu Miedziowego. Faktycznie budowa systemu trwała od 1975 do 1990 r., przy czym odstąpiono od realizacji zbiornika w Rzymówce.
W latach 1969–1973 trwał remont pól irygacyjnych w Dobrzejowie. W 1973 r. wyremontowano pompownię ścieków na ul.Masarskiej. Od 1974 r. prowadzono też budowę oczyszczalni ścieków na ul. Spokojnej, której opóźnienie spowodowało czasowe wstrzymanie w 1975 r. oddawania do użytku nowych mieszkań na os. Kopernika. Jej pierwszą część (mechaniczną) uruchomiono w 1978 r. W 1975 r. rozpoczęto prace nad systemem „Wielka Woda” w samym Przybkowie (włączonym do Legnicy w 1983 r.), którego elementy przekazywano stopniowo do roku 1990.

### Lata 1992–2000
Z momentem przejęcia systemu „Wielka Woda” i przekształceniu w spółkę LPWiK SA, zasięg przedsiębiorstwa rozszerzał się na okoliczne miasta. Jednak stopniowa rezygnacja gmin z dostaw z Legnicy, a szczególnie postępujące uniezależnienie się Lubina od legnickiej wody sprawiło, że przedsiębiorstwo eksploatujące system zaplanowany dla całego byłego województwa legnickiego w zasadzie na potrzeby miasta i okolicznych miejscowości padło w istocie ofiarą przeinwestowania. W pięć lat po rozruchu „Wielkiej Wody” konieczna okazała się restrukturyzacja firmy, a także wymiana maszyn i dostosowanie istniejących do niemal dziesięciokrotnie mniejszego wykorzystania niż zakładano pierwotnie. Zmodernizowano pompownię przy ul. Złotoryjskiej, przygotowano też plany modernizacji oczyszczalni ścieków, zrealizowane w 2001 r. Od 1992 r. przenoszono stopniowo bazę firmy z ul. Ścinawskiej oraz obiektów tymczasowych na obiekty „Wielkiej Wody”, co ostatecznie zakończono w roku 2000.

## Obiekty
- „Wielka Woda” – Zakład Produkcji Wody, ul.Nowodworska 1
- Zakład Oczyszczania Ścieków, ul.Spokojna 1
- Przepompownia wody czystej, ul.Złotoryjska
- Przepompownia ścieków, ul.Masarska 4
- Pola irygacyjne, Dobrzejów
- Szereg pompowni bezobsługowych